# 2103 Laverna
2103 Laverna је астероид главног астероидног појаса са пречником од приближно 22,81 .
Афел астероида је на удаљености од 3,746 астрономских јединица (АЈ) од Сунца, а перихел на 2,541 АЈ.
Ексцентрицитет орбите износи 0,191, инклинација (нагиб) орбите у односу на раван еклиптике 7,696 степени, а орбитални период износи 2036,292 дана (5,575 година).
Апсолутна магнитуда астероида је 10,80 а геометријски албедо 0,162.
Астероид је откривен 20. марта 1960. године.